# AddThis
AddThis – amerykańskie przedsiębiorstwo technologiczne z siedzibą w Viennie w stanie Wirginia. Firma prowadziła serwis społecznościowy AddThis.com, który można było zintegrować ze stroną internetową za pomocą widżetu internetowego. Po dodaniu widgetu użytkownicy witryny mogli utworzyć zakładkę do elementu, korzystając z różnych usług, takich jak Facebook, MySpace, Google Bookmarks, Pinterest i Twitter. 
Witryna docierała do 2,1 miliarda unikalnych użytkowników miesięcznie i była używana przez ponad 15 milionów internetowych wydawców. Firma zmieniła nazwę z Clearspring w maju 2012 r. AddThis został zakupiony przez Oracle Corporation 5 stycznia 2016. 31 maja 2023 AddThis.com zakończyło działalność.